# O Primeiro Luto
O Primeiro Luto (Original em francês Premier Deuil) é um óleo sobre tela pintado em 1888 por William-Adolphe Bouguereau. Suas dimensões são: 79 7 / 8 x 99 1 / 8 polegadas (203 × 252 cm). Esta peça de arte pode ser vista no Museo Nacional de Bellas Artes (espanhol para Museu Nacional de Belas Artes), em Buenos Aires, Argentina.

## Descrição
Este trabalho retrata o momento depois de Adão e Eva terem encontrado o corpo do seu filho Abel, que foi assassinado por Caim. Segundo a Bíblia, esta foi a primeira morte humana. 
William-Adolphe Bouguereau tinha sofrido a perda do seu segundo filho pouco antes de pintar este trabalho.
Seu nome original é "Premier Deuil", em francês, do que "O Primeiro Luto" é uma tradução literal.